# Omega Seamaster
L'Omega Seamaster est une gamme de montres bracelets mécaniques ou à quartz produite par la manufacture horlogère suisse Omega et ayant comme point commun une bonne étanchéité. La Seamaster introduite en 1948  est basée sur les évolutions des montres étanches qu'Omega fournissait aux soldats anglais durant la seconde guerre mondiale. Elle conquiert rapidement un public séduit par l'aspect à la fois sportif et élégant de la gamme. C'est en 1957 que sera présentée la version "professional" caractérisée par un boitier et un bracelet en acier inoxydable, une couronne à 3 heures, une lunette tournante ainsi qu'un fond vissé et gravé de l'hippocampe, symbole d'Omega, une résistance à l'immersion allant de 60 à 1,200 mètres, des aiguilles et des indexes phosphorescents grâce à différents produits comme le tritium, puis le luminova assurant une bonne lisibilité dans l'obscurité, une lunette tournante graduée unidirectionnelle, un verre en hésalite ou en saphir synthétique, et plus tard une valve à hélium à 10 heures. 
Certains modèles seront déclinés en versions chronographes dont certains seront classés chronomètre par le COSC
En plongeuse comme la Rolex Submariner et la Blancpain Fifty Fathoms, l'Omega Seamaster Planet Ocean est considérée comme une référence, tout comme la Rolex Explorer et l'Omega Seamaster Aqua Terra sont des références en montres sport-chic.

## Modèles

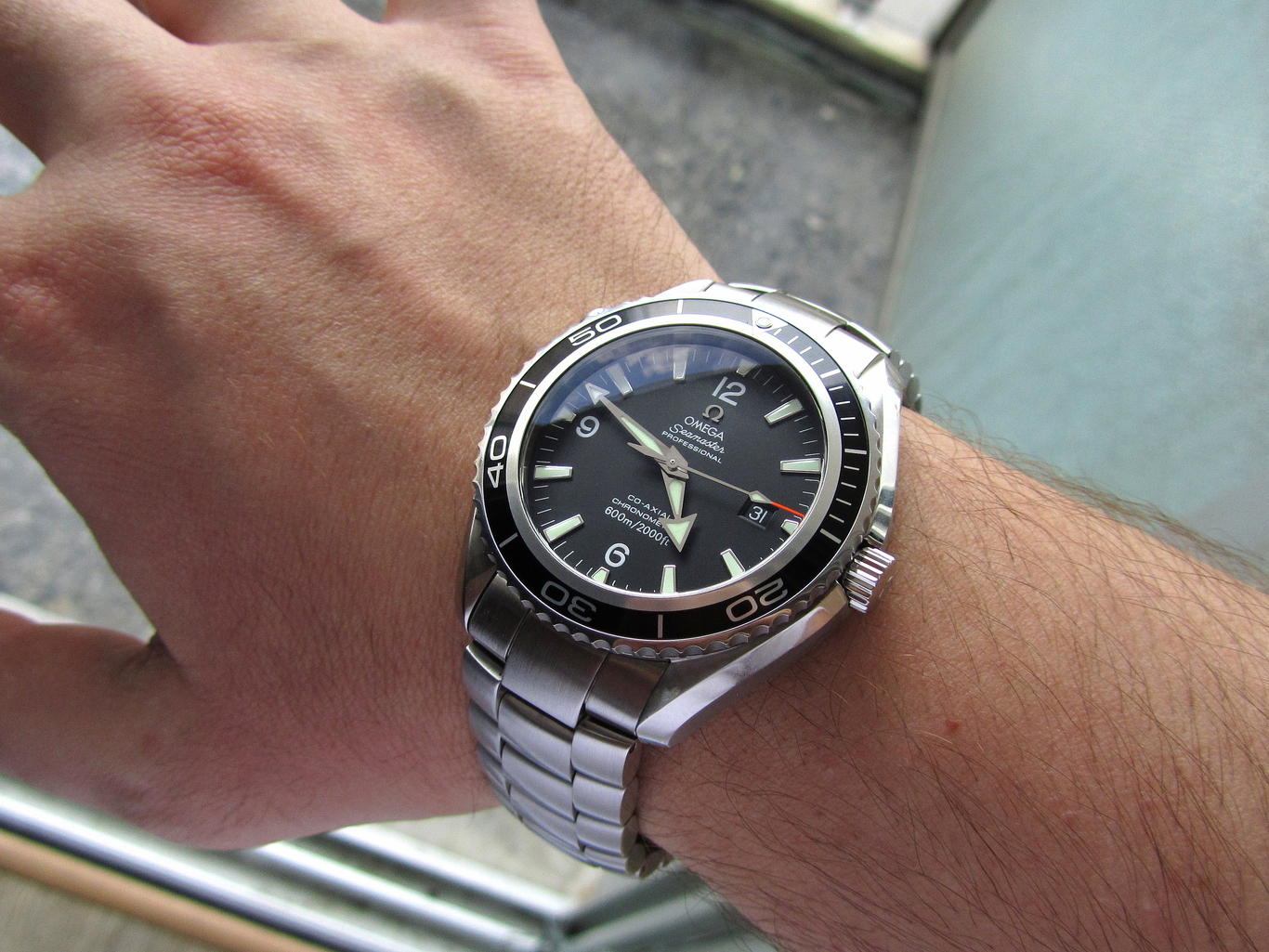
Omega Seamaster Planet Ocean 600 m, vers 2006

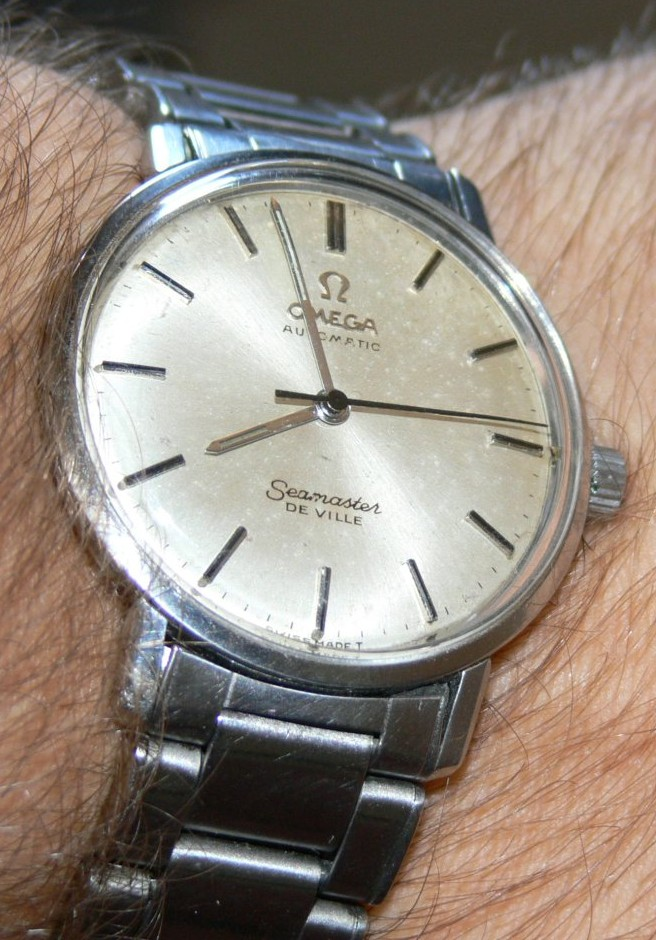
Omega Seamaster De Ville, vers 1960

Omega a produit différents modèles de montres Seamaster, avec de nombreuses variations de couleur, de bracelet, de mouvement et de taille. 
- Seamaster 120 M
- Seamaster 300 M Quartz
- Seamaster 300 M Chrono Diver
- Seamaster 300 M Chronometer
- Seamaster 300 M GMT
- Seamaster Ploprof 600 M
- Seamaster Ploprof 1200 M
- Seamaster Aqua Terra Chronometer
- Seamaster Aqua Terra Quartz
- Seamaster Aqua Terra Annual Calendar
- Seamaster Aqua Terra XXL Small Seconds
- Seamaster Aqua Terra Jewellery
- Seamaster De Ville
- Railmaster Chronometer
- Railmaster XXL Chronometer
- Seamaster Racing Chronometer
- Seamaster NZL-32 Chrono
- Seamaster America's Cup Chronograph
- Seamaster APNEA
- Seamaster Omegamatic
- Seamaster 150th Anniversary Limited Edition
- Seamaster James Bond 40th Anniversary Limited Edition
- Seamaster James Bond 50th Anniversary Limited Edition
- Seamaster Planet Ocean
- Seamaster Planet Ocean Big Size
- Seamaster Planet Ocean Chrono